# Conneaut (Ohio)
Conneaut – miasto w Stanach Zjednoczonych, w północno-wschodniej części stanu Ohio, w hrabstwie Ashtabula. Miasto leży na wybrzeżu jeziora Erie. Liczba mieszkańców w 2000 roku wynosiła 12 485.